# Блу Мітчелл
Блу Мі́тчелл (англ. Blue Mitchell), справжнє ім'я Рі́чард А́ллен Мі́тчелл (англ. Richard Allen Mitchell; 13 березня 1930, Маямі, Флорида — 21 травня 1979, Лос-Анджелес, Каліфорнія) — американський джазовий трубач, представник стилів соул-джаз і хард-боп.

## Біографія
Річард Аллен Мітчелл народився 13 березня 1930 року в Маямі (штат Флорида). Почав грати на трубі, навчаючись у середній школі, після чого за ним закріпилось різвисько «Блу». Після закінчення школи грав в ритм-енд-блюзових гуртах Пола Вільямса, Ерла Бостича і Чака Вілліса.
Після повернення до Маямі, його помітив Кеннонболл Еддерлі, з яким у 1958 році він записався на лейблі Riverside Records в Нью-Йорку. Того ж року приєднався до квінтету піаніста Гораса Сільвера, з яким виступав і записувався до самого його розпаду у березні 1964 року. В 1960 році Мітчелл співпрацював з Бенні Голсоном. У 1962 році записувався разом з тенор-саксофоністом Джуніором Куком, контрабасистом Джином Тейлором, ударником Роєм Бруксом та іншими, а також як соліст на Riverside. В 1964 році Мітчелл записався для лейблу Blue Note як лідер, взяв до складу молодого піаніста Чіка Коріа і замінив хворого Брукса ударником Елом Фостером.
Наприкінці 1960-х Мітчелл був дуже популярним як сесійний музикант, гастролював з піаністом Реєм Чарльзом (1969—1971) і блюз-роковим гітаристом Джоном Мейоллом (1971—1973). Оселившись у Лос-Анджелесі, грав разом з Луї Белсоном, Біллом Голманом і Біллом Беррі. З середини 1970-х років він записувався і виступав як сесійний музикант у жанрах фанк і соул-джаз; записувався з Альбертом Кінгом. Мітчелл був головним солістом гуртів, акомпанував Тоні Беннетту і Ліні Горн; продовжував грати хард-боп в квінтеті Гарольда Ленда.
Помер 21 травня 1979 року у віці 49 років від раку в Лос-Анджелесі (штат Каліфорнія). Влітку 1979 року відбувся зірковий концерт в клубі «Village Gate», присвячений пам'яті Блу Мітчелла.

## Дискографія
- Big 6 (Riverside, 1958)
- Out of the Blue (Riverside, 1959)
- Blue Soul (Riverside, 1959)
- Blue's Moods (Riverside, 1960)
- Smooth as the Wind (Riverside, 1961)
- A Sure Thing (Riverside, 1962)
- The Cup Bearers (Riverside, 1962)
- Step Lightly (Blue Note, 1963; випущений 1980)
- The Thing to Do (Blue Note, 1964)
- Down with It! (Blue Note, 1965)
- Bring It Home to Me (Blue Note, 1966)
- Boss Horn (Blue Note, 1966)
- Heads Up! (Blue Note, 1967)
- Collision in Black (Blue Note, 1968)
- Bantu Village (Blue Note, 1969)
- Many Shades of Blue (Mainstream, 1974)
- Stratosonic Nuances (RCA, 1975)
- Funktion Junction (RCA, 1976)
- African Violet (ABC Impulse!, 1977)